# Estación Santa Emilia
Santa Emilia es una estación ferroviaria ubicada en la localidad del mismo nombre, en el Departamento General López, Provincia de Santa Fe, Argentina.
Fue inaugurada en 1914 por el Ferrocarril Central Argentino.

## Servicios
La estación corresponde al Ferrocarril General Bartolomé Mitre de la red ferroviaria argentina. Presta servicios de cargas por la empresa estatal Trenes Argentinos Cargas.